# Lästringe
Lästringe är en småort i Lästringe socken i Nyköpings kommun belägen vid Nyköpingsbanan, cirka 25 kilometer nordost om Nyköping och cirka 13 kilometer sydväst om Vagnhärad. 
Lästringe kyrka, sockenkyrka i Lästringe socken ligger inte i denna ort utan några kilometer norr därom, strax norr om godset Gärdesta och söder om E4:an.

## Befolkningsutveckling
| Befolkningsutvecklingen i Lästringe 1950–2015                                                                                                  | Befolkningsutvecklingen i Lästringe 1950–2015 | Befolkningsutvecklingen i Lästringe 1950–2015 | Befolkningsutvecklingen i Lästringe 1950–2015 | Befolkningsutvecklingen i Lästringe 1950–2015 |
| --- | --------------------------------------------- | --------------------------------------------- | --------------------------------------------- | --------------------------------------------- |
| |                                               |                                               |                                               |                                               |
| År |                                               |                                               | Folkmängd                                     | Areal (ha)                                    |
| 1950 | 1950                                          |                                               | 211                                           | ##                                            |
| 1960 | 1960                                          |                                               | 196                                           | ¤                                             |
| 1990 | 1990                                          |                                               | 108                                           | 19#                                           |
| 1995 | 1995                                          |                                               | 116                                           | 20#                                           |
| 2000 | 2000                                          |                                               | 129                                           | 21#                                           |
| 2005 | 2005                                          |                                               | 127                                           | 21#                                           |
| 2010 | 2010                                          |                                               | 110                                           | 21#                                           |
| 2015 | 2015                                          |                                               | 103                                           | 23#                                           |
| Anm.: Mindre än 200 invånare 1960 ## Som tätort/befolkningsagglomeration 1920–1950. ¤ Som tätortsbebyggelse med 150-199 invånare # Som småort. |                                               |                                               |                                               |                                               |

## Samhället
Lästringe omfattar ungefär 50 fastigheter där merparten är permanentboenden.
Utmärkande byggnader i samhället är bland annat stationshuset, järnvägshotellet, folkets hus Lådan med åttakantig dansbana och församlingslokalen Tabernaklet. Från den gamla stationen sträcker sig vägen Lästringe allé som är kantad med äldre lindar. Lindarna planterades under 1920-talet och var en gåva från Oppeby herrgård.
Lästringe är detaljplanerat sedan 1951 och ytterligare en detaljplan som omfattar samhällets oexploaterade nordöstra hörn antogs av Nyköpings kommun januari 2007. Samhället har kommunalt vatten och avlopp.